# Ван-Бюрен (округ, Арканзас)
Шаблон:StateAbbr_ 35°36′01″ пн. ш. 92°29′28″ зх. д. / 35.600277777778° пн. ш. 92.491111111111° зх. д.
Округ Ван-Бюрен (англ. Van Buren County) — округ (графство) у штаті Арканзас, США. Ідентифікатор округу 05141.

## Історія
Округ утворений 1833 року.

## Демографія
За даними перепису
2000 року
загальне населення округу становило 16192 осіб, усе сільське.
Серед мешканців округу чоловіків було 7959, а жінок — 8233. В окрузі було 6825 домогосподарств, 4804 родин, які мешкали в 9164 будинках.
Середній розмір родини становив 2,79.
Віковий розподіл населення поданий у таблиці:
| Стать    | До 15 років | 15-21 | 22-29 | 30-39 | 40-49 | 50-65 | 65-85 | Понад 85 |
| -------- | ----------- | ----- | ----- | ----- | ----- | ----- | ----- | -------- |
| Чоловіки | 1491        | 694   | 610   | 889   | 1080  | 1509  | 1548  | 138      |
| Жінки    | 1335        | 625   | 592   | 921   | 1043  | 1626  | 1784  | 307      |

## Суміжні округи
- Серсі — північ
- Стоун — північний схід
- Клеберн — схід
- Фолкнер — південний схід
- Конвей — південний захід
- Поуп — захід

## Виноски
1. ↑  U.S. Decennial Census. United States Census Bureau. Архів оригіналу за 19 липня 2018. Процитовано 27 серпня 2015.
2. ↑  Historical Census Browser. University of Virginia Library. Архів оригіналу за 11 серпня 2012. Процитовано 27 серпня 2015.
3. ↑  Forstall, Richard L., ред. (27 березня 1995). Population of Counties by Decennial Census: 1900 to 1990. United States Census Bureau. Архів оригіналу за 24 вересня 2015. Процитовано 27 серпня 2015.
4. ↑  Census 2000 PHC-T-4. Ranking Tables for Counties: 1990 and 2000 (PDF). United States Census Bureau. 2 квітня 2001. Архів оригіналу (PDF) за 18 грудня 2014. Процитовано 27 серпня 2015.
5. ↑  State & County QuickFacts. United States Census Bureau. Архів оригіналу за 22 липня 2011. Процитовано 19 травня 2014.(англ.) Наведено за англійською вікіпедією.
6. ↑  American FactFinder. Бюро перепису населення США. Архів оригіналу за 26 лютого 2012. Процитовано 31 січня 2008.

| США | Це незавершена стаття з географії США. Ви можете допомогти проєкту, виправивши або дописавши її. |